# Mammillaria glassii
Mammillaria glassii (укр. Мамілярія гласі, Мамілярія Гласса) —сукулентна рослина з роду мамілярія (Mammillaria) родини кактусових (Cactaceae).

## Етимологія
Видова назва носить ім'я Чарльза Гласса — засновника і редактора знаменитого періодичного друкованого видання «Cactus & Succulent Journal».

## Ареал
Цей вид є ендемічною рослиною Мексики. Ареал зростання охоплює штати Коауїла, Тамауліпас і Нуево-Леон.

## Екологія
Цей кактус росте в горах, в тіні на краю крутих каньйонів і в ущелинах, а також на ділянках, порослих сосною і дубом.

## Морфологічний опис
Рослини формують кластери.
| Орган              | Опис |
| Коріння            | |
| Стебло             | кулясте, пізніше стає циліндричним, 3-10 см заввишки і в діаметрі.                                                     |
| Епідерміс          | |
| Маміли             | циліндричні, без молочного соку.                                                                                       |
| Ареоли             | |
| Аксили             | з 20-30 білими щетинками, до 25 мм завдовжки, майже голі.                                                              |
| Центральні колючки | 1-8, завдовжки 4-7 мм, одна з них вертикальна, пряма або з гачком, інші майже не відрізняються від радіальних колючок. |
| Радіальні колючки  | 50-60, волосоподібні, білі, розташовані почергово, завдовжки 10-15 мм.                                                 |
| Квіти              | часто не відкриваються повністю, світло-рожеві, до 14 мм завдовжки, в діаметрі 3-22 мм.                                |
| Бутони             | |
| Зовнішні пелюстки  | |
| Внутрішні пелюстки | |
| Тичинки            | |
| Маточка            | |
| Плоди              | зелені, пізніше стають рожевими, до 20 мм завдовжки.                                                                   |
| Насіння            | чорне. |

## Підвиди
Розпізнають два підвиди Mammillaria glassii.

### Mammillaria glassii subsp. glassii
Рослина дає дітки і кущиться.

Стебло кулясте, рідко перевищує 3 см в діаметрі (в описі Пілбіма — 3 см заввишки і завширшки, в кінцевому рахунку циліндричний, до 10 см заввишки).

Рослина повністю щільно покрите колючками та від 20 до 30 щетинистими, білими, аксильними волосками, до 25 мм завдовжки.

Радіальні колючки — численні, кількістю від 50 до 60, довжиною 10-15 мм, волосоподібні, білі, переплітаються.

Центральних колючок — 1, гачкуваті або прямі, золотисто-бурштинового відтінку, від 6 до 8 подцентральних колючок, блідо-бурштинового відтінку, важко відмітні від радіальних колючок.

Квіти — блідо-рожеві, до 14 мм завдовжки і до 3,5 см в діаметрі, відкриваються повністю тільки при яскравому сонячному світлі.

Плоди — зелені, пізніше стають рожевими.

Насіння — чорне.

Ареал зростання — Мексика, штати Коауїла, Тамауліпас і Нуево-Леон, на висоті від 1 450 до 2 250 метрів над рівнем моря.

Волтер Альфред Фіц-Моріс (англ. Walter Alfred Fitz Maurice) задокументував цей вид в діапазоні приблизно 130 км, і виявив в цілому дванадцять популяцій Mammillaria glassii subsp. glassii.

### Mammillaria glassii subsp. ascensionis
Цей підвид з великими квітами був описаний Реппенхагеном (англ. Werner Reppenhagen) і затверджений ним як окремий вид, але був швидко знижений до статусу підвиду Глассом і Фостером (Glass & Foster).
Відрізняється від типу дещо більшим стеблом, що змінюється від 2 до 10 см в діаметрі та має більш округлену вершину.

Аксили — з меншою кількістю волосків.

Ареоли з короткою білою вовною, але з кількома щетинками.

Центральні колючки більш довгі — довжиною 5-7 мм.

Квіти — великі, в діаметрі від 18 до 22 мм (у шість разів більше ніж у типу), що змінюються від блідо-рожевого до темно-рожевого відтінку.

Ареал зростання — Мексика, штат Нуево-Леон, на висоті від 2 400 до 2 750 метрів над рівнем моря, поблизу міста Ассенсьон, на вершині гори на схід від міста. Зростає під мохом і на вапняку, в кількох милях південніше від місця зростання типового виду.

## Охоронні заходи
Mammillaria glassii входить до Червоного списку Міжнародного союзу охорони природи видів, з найменшим ризиком (LC). Вид має досить численні стабільні субпопуляції в межах свого відносно обмеженого ареалу площею трохи менше 20 000 км² без будь-яких серйозних загроз. Лише збільшення частоти пожеж (спричининеми людьми, щоб розчистити пасовища для худоби) може становити загрозу для цього виду. 
Лише одна з відомих субпопуляцій мешкає на природоохоронній території.
Охороняється Конвенцією про міжнародну торгівлю видами дикої фауни і флори, що перебувають під загрозою зникнення (CITES).

## Утримання в культурі
Жоден різновид Mammillaria glassii не важко утримувати в культурі.

Як і всі сукуленти, не допускає переливів.

Оскільки в природі рослини в більшості випадків ростуть на крутих скелястих схилах — необхідний хороший дренаж.

При посадці земляна суміш повинна складатися з великої кількості піску або іншого подібного матеріалу — приблизно 50 %.

У рослини не сильно розвинена коренева система — тому не потрібно занадто великих і глибоких горщиків — вони повинні відповідати розміру коренів.

Хоча в природі іноді рослини знаходять зростаючими в тіні, але в культурі вимагають і навіть люблять пряме відкрите сонце (після зимівлі потрібно привчати рослину до сонця поступово, щоб уникнути опіків).